# Contea di Daniels
La contea di Daniels (in inglese Daniels County) è una contea del Montana. Il suo capoluogo amministrativo è Scobey.

## Geografia
La contea si trova nel nord-est dello Stato, al confine con il Canada. La contea ha un'area di 3.695 km² di cui lo 0,03% è coperto d'acqua.

### Contee e municipalità confinanti
- Municipalità Rurale di Poplar Valley n. 12 (Saskatchewan, Canada) - nord
- Municipalità Rurale di Hart Butte n. 11 (Saskatchewan, Canada) - nord
- Municipalità Rurale di Happy Valley n. 10 (Saskatchewan, Canada) - nord-est
- Contea di Sheridan - est
- Contea di Roosevelt - sud
- Contea di Valley - ovest
- Municipalità Rurale di Old Post n. 43 (Saskatchewan, Canada) - nord-ovest

## Storia
La contea fu creata nel 1920 unendo parti delle contee di Sheridan e Valley. Fu chiamata così in onore del rancher Mansfield Daniels.

### Evoluzione demografica

Situazione demografica

## Città principali
- Scobey (capoluogo) - city
- Flaxville - town

## Strade principali
- Montana Highway 5
- Montana Highway 13

## Educazione e cultura

### Scuole
- Flaxville 7-8
- Flaxville High School
- Flaxville School
- Peerless 7-8
- Peerless High School
- Peerless School, su scobey.org.
- Scobey 7-8
- Scobey High School
- Scobey School

### Musei
- Daniels County Museum & Pioneer Town, su scobey.org.